# Hrabstwo Powell (Montana)
Hrabstwo Powell (ang. Powell County) – hrabstwo w stanie Montana w Stanach Zjednoczonych. Obszar całkowity hrabstwa obejmuje powierzchnię 2332,68 mil² (6041,61 km²). Według szacunków United States Census Bureau w roku 2009 miało 7089 mieszkańców. Jego siedzibą jest Deer Lodge.
Hrabstwo powstało w 1901 roku.

## Miasta
- Deer Lodge

## CDP
- Avon
- Elliston
- Garrison
- Ovando